# The Gigolo 2
The Gigolo 2, é um filme honconguês de de comédia erótico,  dirigido por Venus Keung e estrelado por Dominic Ho, Connie Man, Jazz Lam e Iris Chung. O filme é sequência deThe Gigolo (2015). Foi lançado em Hong Kong no dia 14 de janeiro de 2016. 

## Elenco
- Connie Man, como Monica
- Jazz Lam,[5] como Dick
- Iris Chung, como Sushi, amigo de Monica
- Leslie Lam, como Isabel
- Teresa Mak, como Yi Tung
- Winnie Leung, como Mona
- Hazel Tong, como Yoyo
- Tony Ho, como Big Dog
- Samuel Leung, como Master Long
- Gill Mohindepaul Singh, como Uncle Chiu
- Ronan Pack, como Steven
- Wang Wanyou, como Sara